# Vị Thắng
Vị Thắng là một xã thuộc huyện Vị Thủy, tỉnh Hậu Giang, Việt Nam.

## Địa lý
Xã Vị Thắng nằm ở phía nam của huyện Vị Thủy, có vị trí địa lý:
- Phía đông và đông nam giáp thị xã Long Mỹ
- Phía nam giáp huyện Long Mỹ
- Phía tây giáp thị trấn Nàng Mau và xã Vị Thủy
- Phía bắc giáp xã Vị Trung và xã Vĩnh Tường.

## Hành chính
Xã Vị Thắng được chia thành 7 ấp: 6, 7, 8, 9, 10, 11, 12.

## Lịch sử
Ngày 15 tháng 9 năm 1981, Hội đồng Bộ trưởng ban hành Quyết định số 70-HĐBT về việc thành lập xã Vị Thắng trên cơ sở một phần diện tích và dân số của xã Vị Thủy.
Ngày 1 tháng 7 năm 1999, Chính phủ ban hành Nghị định số 45/1999/NĐ-CP về việc:
- Chuyển xã Vị Thắng thuộc huyện Long Mỹ với 2.321,49 ha diện tích tự nhiên và 9.796 nhân khẩu về huyện Vị Thủy quản lý.
- Thành lập thị trấn Nàng Mau trên cơ sở 204 ha diện tích tự nhiên và 1.819 nhân khẩu của xã Vị Thắng.

Sau khi điều chỉnh địa giới hành chính, xã Vị Thắng có 2.117,49 ha diện tích tự nhiên và 8.510 nhân khẩu.